# Gornja Bela Reka (gmina Nova Varoš)
Gornja Bela Reka (cyr. Горња Бела Река) – wieś w Serbii, w okręgu zlatiborskim, w gminie Nova Varoš. W 2011 roku liczyła 165 mieszkańców.